# Сарматозухи
Сарматозухи (лат. Sarmatosuchus) — род вымерших пресмыкающихся из группы Archosauriformes, живших в триасовом периоде (анизийский век) на территории современной России. Типовой и единственный вид — Sarmatosuchus otschevi. Видовое название дано в честь палеонтолога В. Г. Очева.
Голотип и единственный экземпляр был найден в окаменелых речных отложениях (формация Донгузских скал) вблизи реки Бердянка Оренбургской области России и описан А. Г. Сенниковым в 1994 году. Анализ Дэвида Гауэра и Андрея Сенникова 1997 года исключил вид из семейства Proterosuchidae и отнёс его к базальным архозаврам, а 2000 года — подтвердил предыдущую версию. Ezcurra в 2016 году на основании филогенетических исследований переместил род в группу Archosauriformes.
Животное известно по одному частичному скелету, включающему части черепа и челюсти, шейных позвонков и лопатки. Полный череп животного мог достигать в длину примерно 35 см, и вероятно, что животное достигало в длину 1,5 м. Череп был относительно длинный, высокий позади и оснащён изогнутым вниз клювом. Зубы довольно длинные, изогнутые назад. Вид, вероятно, был похож на более известного Proterosuchus. Мог быть охотником за крупной добычей.